# Florence (metropolitane stad)
De  Città Metropolitana di Firenze (Italiaans: voor "metropolitane stad Florence") is een Italiaanse bestuurslaag die bestaat uit Florence en 41 omliggende gemeenten. De metropolitane stad is op 1 januari 2015 bij de hervorming van de lokale overheidsorganen in de plaats gekomen van de vroegere provincie Florence. Aan het eind van 2014 heeft de Metropolitane Raad zijn nieuwe statuut vastgesteld.
De metropolitane stad Florence is een van de entiteiten van de Italiaanse regio Toscane. Hoofdstad is de gelijknamige stad Florence. Florence  ligt in de noordoostelijke hoek van de regio. De officiële afkorting is FI.
De Città Metropolitana heeft een oppervlakte van 3514 km² en telt ruim een miljoen inwoners, waarvan meer dan een derde in de hoofdstad Florence woont. Het grondgebied is overwegend heuvelachtig, naar het oosten en noorden toe bergachtig (Apennijnen). De metropolitane stad wordt doorsneden door de rivier de Arno. In het zuiden (en deels in de provincie Siena) ligt de wijnstreek Chianti.
Belangrijke  plaatsen zijn Empoli, Pontassieve, Fiesole, Greve in Chianti en Signa. Ook het dorp Vinci, geboorteplaats van Leonardo da Vinci ligt in de metropolitane stad.
Aangrenzende provincies en metropolitane steden zijn Prato, Pisa, Arezzo, Siena, Pistoia, Bologna, Forlì-Cesena en Ravenna. De laatste drie liggen in de regio Emilia-Romagna.